# Neoschmidea pallida
Neoschmidea pallida är en vinruteväxtart som först beskrevs av Rudolf Schlechter, och fick sitt nu gällande namn av T.C.Hartley. Neoschmidea pallida ingår i släktet Neoschmidea och familjen vinruteväxter. Inga underarter finns listade i Catalogue of Life.